# Orgán veřejné moci
Orgán veřejné moci je orgán, který reprezentuje veřejnou moc a je ze zákona oprávněn autoritativně rozhodovat o právech a povinnostech fyzických či právnických osob nebo jinak zasahovat do jejich právní sféry, a to buď přímo, zejména v případě orgánů moci výkonné nebo soudní, nebo zprostředkovaně, pokud jde o orgány moci zákonodárné. Subjekt, o jehož právech a povinnostech je takto rozhodováno, není s orgánem veřejné moci v rovnoprávném postavení a obsah rozhodnutí nezávisí na jeho vůli, byť obecně platí, že takový subjekt může užívat procesních práv (může např. podávat návrhy, vyjádření, navrhovat důkazy, má právo být slyšen atd.) a obsah rozhodnutí tím v různé míře též determinovat.
Tento pojem Ústava České republiky sice užívá v čl. 87 odst. 1 písm. d), ale závazně nedefinuje. Výše uvedená definice byla vytvořena za pomoci soudního výkladu a doktríny a následně převzata ustanovením § 12 občanského zákoníku.
Seznam orgánů veřejné moci je veřejně přístupný a je rovněž publikován jako otevřená data ve strojově čitelném formátu.
Proti pravomocným rozhodnutím i jiným zásahům orgánů veřejné moci se lze, zpravidla po vyčerpání všech procesních prostředků, které zákon k ochraně práva poskytuje, bránit cestou ústavní stížnosti k Ústavnímu soudu, pokud došlo k zásahu do ústavně zaručeného základního práva či svobody. Právě možnost subjektu práva či uložené povinnosti podat ústavní stížnost, zatímco orgán veřejné moci takové oprávnění nemá (pokud např. Česká advokátní komora u NSS prohraje, musí výsledek sporu respektovat), je jistou procesní výhodou, která částečně kompenzuje nerovnoprávné postavení vůči veřejné moci.

## Druhy
Protože jde o orgány veřejné moci, může tak jít o:
1. státní orgány, tj. orgány státu, např. ministerstva, soudy, policii, různé správní úřady apod.
2. orgány samosprávy, a to jak územní, např. obecní policie, tak profesní, např. disciplinární komise veřejnoprávních profesních komor.

Orgány veřejnoprávních korporací (obcí a krajů) jsou při výkonu pravomoci v přenesené působnosti státním orgánem, ačkoli organizačně jsou součástí příslušného obecního nebo krajského úřadu. To s sebou přináší časté spory[zdroj?] o to, zda je takový úřad způsobilý rozhodovat nestranně v řízeních, kde vystupuje jako jedna ze stran řízení příslušná obec nebo kraj, např. zda stavební odbor obecního úřadu může udělit obci stavební povolení, přestože všichni jeho zaměstnanci jsou vůči této obci v pracovním poměru a tím je dán jejich zvláštní vztah k jednomu z účastníků řízení.